# Tour de Don
Tour de Don är ett berg i Schweiz.   Det ligger i distriktet Monthey och kantonen Valais, i den sydvästra delen av landet, 90 km sydväst om huvudstaden Bern. Toppen på Tour de Don är 1 898 meter över havet.
Terrängen runt Tour de Don är bergig åt sydväst, men åt nordost är den kuperad. Runt Tour de Don är det tätbefolkat, med 297 invånare per kvadratkilometer..  
I omgivningarna runt Tour de Don växer i huvudsak blandskog.